# 블랙 내셔널리즘

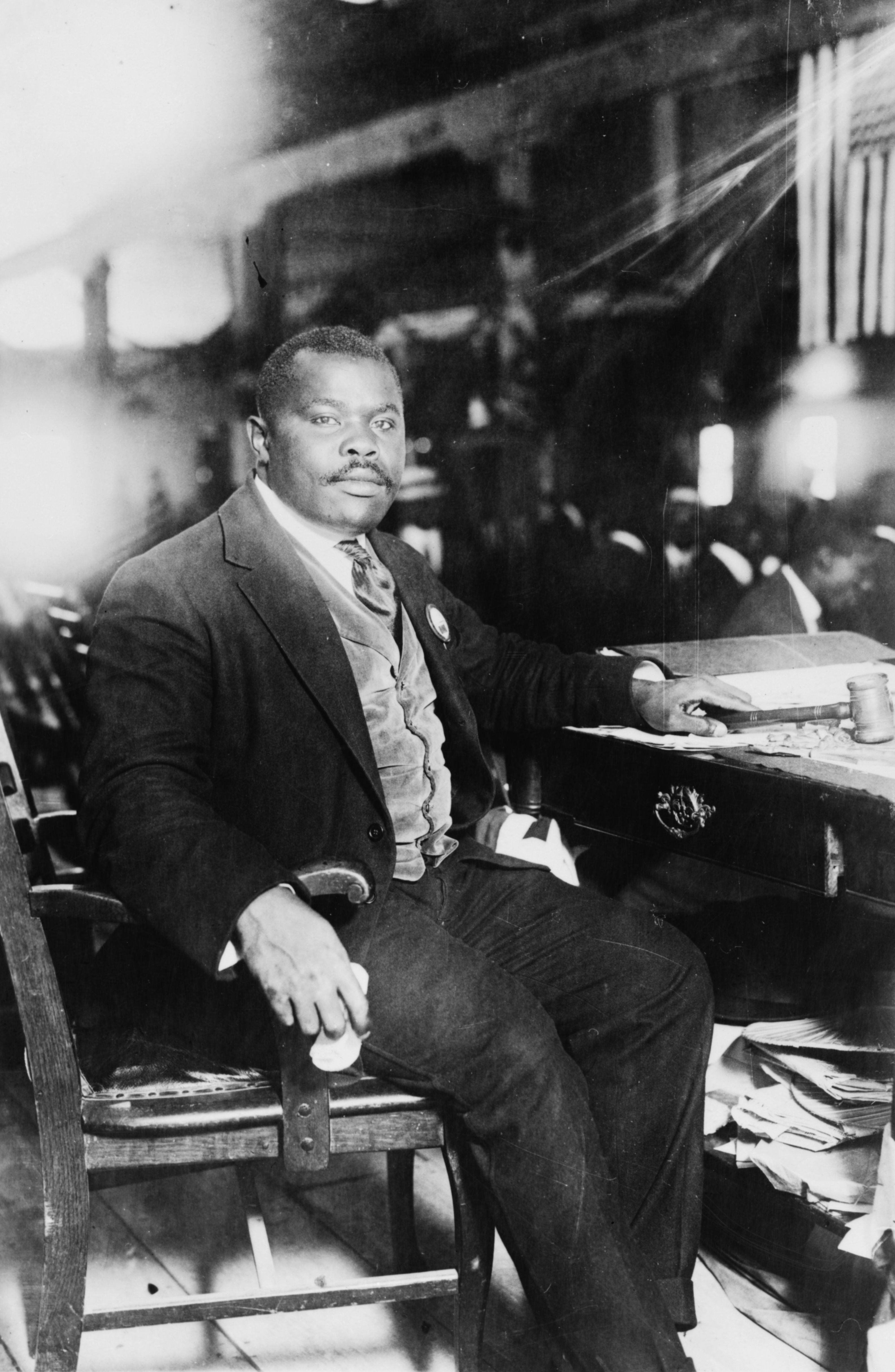

블랙 내셔널리즘(Black nationalism)은 백인들에 의해 차별받는 유럽, 미국의 흑인들이나 아프리카 식민지인들에 의해 제창된 이념이다.
흑인 민족주의는 대개 백인과의 공존, 반인종주의적인 온건파, 백인과 섞이면 차별만 도래하니 흑인만의 나라를 세우는 등 흑인끼리 단결하자는 급진파로 나뉜다.

## 흑인 민족주의자
- 마틴 루서 킹
- 맬컴 X
- 콰메 은크루마
- 로버트 무가베

## 같이 보기
- 좌익 내셔널리즘
- 인종국민주의
- 화이트 내셔널리즘